# Illa Cunningham
L'illa Cunningham és una illa de la costa nord de la província canadenca de la Colúmbia Britànica. A l'oest hi ha l'illa Chatfield, al sud l'illa Denny i a l'est el continent. Va ser nomenada pel capità Daniel Pender del Beaver cap a 1866, en record de Thomas Cunningham, un dels primers colons de la Colúmbia Britànica. Les seves costes nord i est van ser cartografiades per primera vegada per George Vancouver el 1793.